# Claude Nollier
Claude Nollier (* 26. Dezember 1919 in Paris; † 12. Februar 2009) war eine französische Schauspielerin.

## Leben
Claude Nollier, von 1946 bis 1951 Mitglied der Comédie-Française, ist in erster Linie als Theaterschauspielerin bekannt. Legendär ist ihre Jeanne d’Arc in Jeanne d’Arc au bûcher von Paul Claudel und Arthur Honegger, die sie an der Pariser Oper spielte. Im Kino arbeitete sie mit Regisseuren wie André Cayatte, John Huston, Sacha Guitry und Julien Duvivier. Ihre bekannteste Filmhauptrolle ist die der Angeklagten Elsa Lundenstein in Cayattes Schwurgericht (1950).

## Filmographie (Auswahl)

### Kinofilme
- 1944: Das leichte Leben (La Vie de plaisir)
- 1946: Mensonges
- 1946: Le Mystérieux Monsieur Sylvain
- 1947: Les Trafiquants de la mer
- 1950: Schwurgericht (Justice est faite)
- 1951: Die schmutzigen Hände (Les Mains Sales)
- 1952: Verbotene Frucht (Le Fruit défendu)
- 1952: Moulin Rouge
- 1952: Die von der „Liebe“ leben (Il mondo le condanna)
- 1953: Les Anges déchus
- 1954: Le Printemps, l'automne et l'amour
- 1954: Versailles – Könige und Frauen (Si Versailles m‘était conté)
- 1956: Fidelio
- 1956: Si Paris nous était conté
- 1957: Immer wenn das Licht ausgeht (Pot-Bouille)
- 1962: Der Teufel und die Zehn Gebote (Le Diable et les Dix Commandements)

### Fernsehen
- 1959: Les Trois Mousquetaires
- 1973: Au théâtre ce soir

## Theater
- 1948: Aimer von Paul Géraldy, Regie: Henri Rollan, Comédie-Française
- 1949: Le Roi von Robert de Flers und Gaston Arman de Caillavet, Regie: Jacques Charon, Comédie-Française
- 1950: L'Otage von Paul Claudel, Regie: Henri Rollan, Comédie-Française
- 1958: Les Murs de Palata von Henri Viard, Regie: Georges Douking, Théâtre du Vieux-Colombier
- 1961: Andromaque von Jean Racine, Regie: Raymond Gérôme, Festival von Bellac